# Alstroemeria modesta
Alstroemeria modesta este o specie de plante monocotiledonate din genul Alstroemeria, familia Alstroemeriaceae, descrisă de Rodolfo Amando Philippi. Conform Catalogue of Life specia Alstroemeria modesta nu are subspecii cunoscute.